# Yaşar Kemal

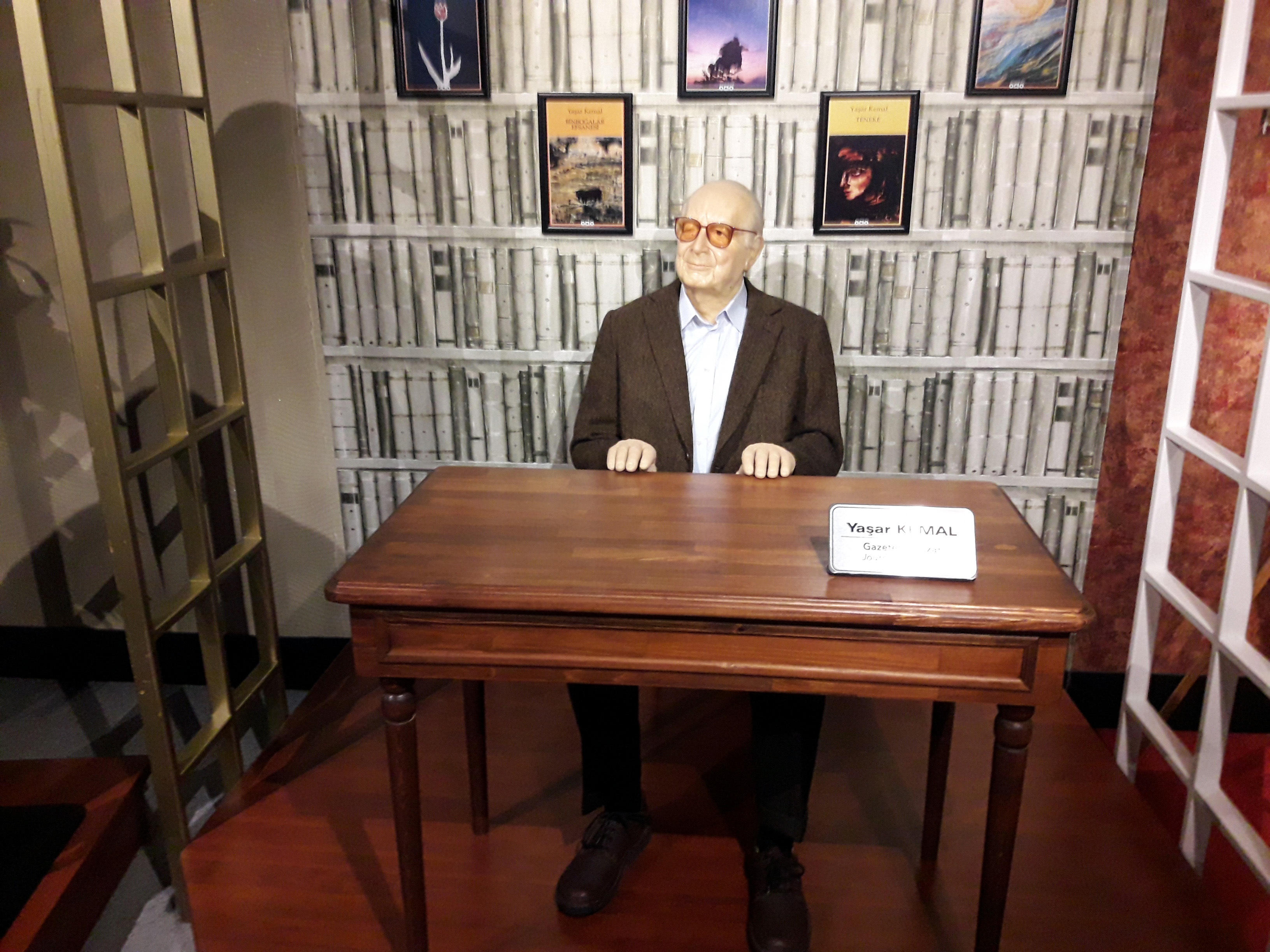
Yaşar Kemal

Yaşar Kemal, geboren als Kemal Sadık Gökçeli (6 oktober 1923 – Istanboel, 28 februari 2015) was een van de belangrijkste Turkse schrijvers van Koerdische oorsprong. Centraal in zijn werk staat het ruwe berggebied in het zuiden van Turkije en de bijbehorende laagvlakte van de Çukurova. In zijn romans neemt het primitieve plattelandsleven een belangrijke rol in, waarin gewelddadigheid en onderling wantrouwen aan de orde van de dag zijn. Als decor fungeert vaak de fraaie schoonheid van het landschap die door Kemal uitvoerig wordt bezongen.

## Bibliografie

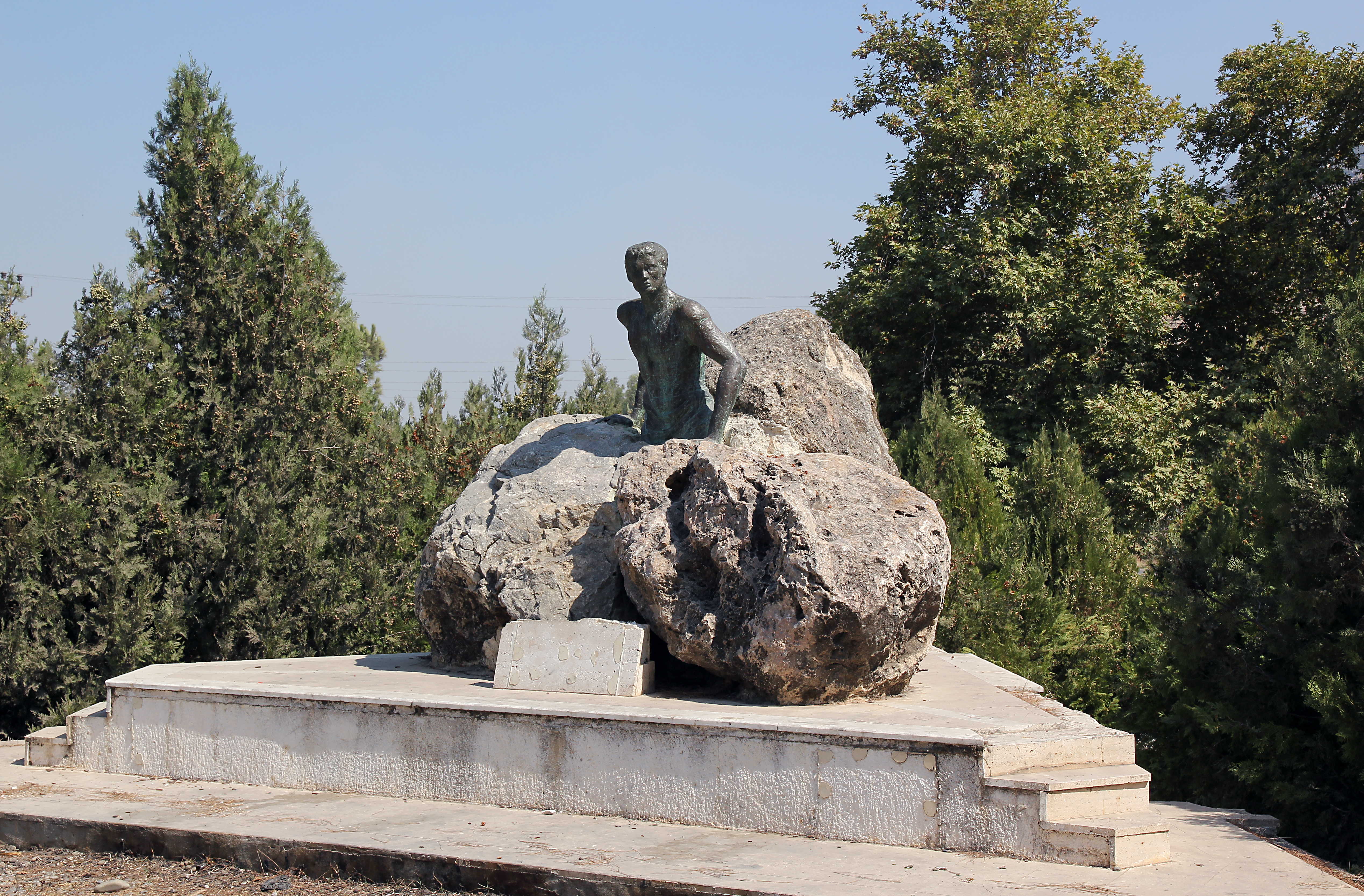
Monument voor Memed (uit Memed, mijn havik)